# Боготољ
Боготољ  (рус. Боготол) град је у Русији у Краснојарској Покрајини. Налази се на Транссибирској прузи , 252 км западно од Краснојарска, 6 км северно од реке Чулим. 
Боготољ је основан 1893, а 1911. је добио статус града. Градски округ се простире на 60,91 км² и према попису становништва из 2014. у граду је живело 20.717 становника.
Актуелни начелник града (од марта 2008) је Андреј Николајевич Артибјакин.

## Становништво
| 1939.  | 1959.  | 1970.  | 1979.  | 1989.  | 2002.  | 2010.  |
| ------ | ------ | ------ | ------ | ------ | ------ | ------ |
| 25.920 | 30.894 | 29.272 | 28.230 | 27.752 | 24.369 | 21.051 |